# Monumento al Guerriero di Legnano
Il monumento al Guerriero di Legnano è una statua bronzea dedicata ad un combattente dell'omonima battaglia medievale. Situata a Legnano, la statua rappresenta un soldato in una posa poi diventata famosa, con lo scudo nella mano sinistra e la spada alzata nella destra in modo da simboleggiare il giubilo per la fine della battaglia di Legnano e per la sconfitta di Federico Barbarossa. Realizzato da Enrico Butti, è stato inaugurato il 29 giugno 1900.

## Storia

Corso Garibaldi verso piazza San Magno a Legnano. Sulla sinistra, si intravede il balcone da cui Giuseppe Garibaldi parlò ai legnanesi esortandoli a erigere un monumento a ricordo della battaglia di Legnano, in seguito demolito insieme all'edificio

È stato costruito in seguito ad un discorso proferito da Giuseppe Garibaldi il 16 giugno 1862 durante la sua visita a Legnano su invito del sindaco Andrea Bossi. In questo discorso l'Eroe dei due mondi esortò i legnanesi a erigere un monumento a ricordo della famosa battaglia del 29 maggio 1176, dove i comuni della Lega Lombarda sconfissero l'esercito imperiale di Federico Barbarossa. Garibaldi parlò da un balcone di un edificio non più esistente che si trovava all'angolo tra corso Garibaldi e via Crispi: al suo posto ora si trova il retro della sede centrale della Banca di Legnano. A ricordo dell'avvenimento, sul muro perimetrale dell'edificio che ospita la banca, è stata apposta una targa commemorativa. A Legnano Garibaldi pronunciò queste parole: 
(Giuseppe Garibaldi)

Inaugurazione del primo monumento al Guerriero di Legnano, che fu realizzato da Egidio Pozzi e che venne distrutto dalle intemperie poco dopo la sua costruzione

La battaglia di Legnano venne riscoperta durante il Risorgimento, quando nacque il desiderio di cacciare gli austriaci dal suolo nazionale con l'obiettivo finale di unificare l'Italia. In questo contesto storico, la battaglia di Legnano assurse a simbolo della lotta, poi vittoriosa, degli italiani contro il dominio straniero. In seguito, più attente disamine storiche portarono alla conclusione che i comuni della Lega Lombarda coinvolti nella lotta contro il Barbarossa non erano percorsi da fermenti patriottici ma avessero un solo obiettivo, quella di ottenere una maggiore autonomia dal Sacro Romano Impero.

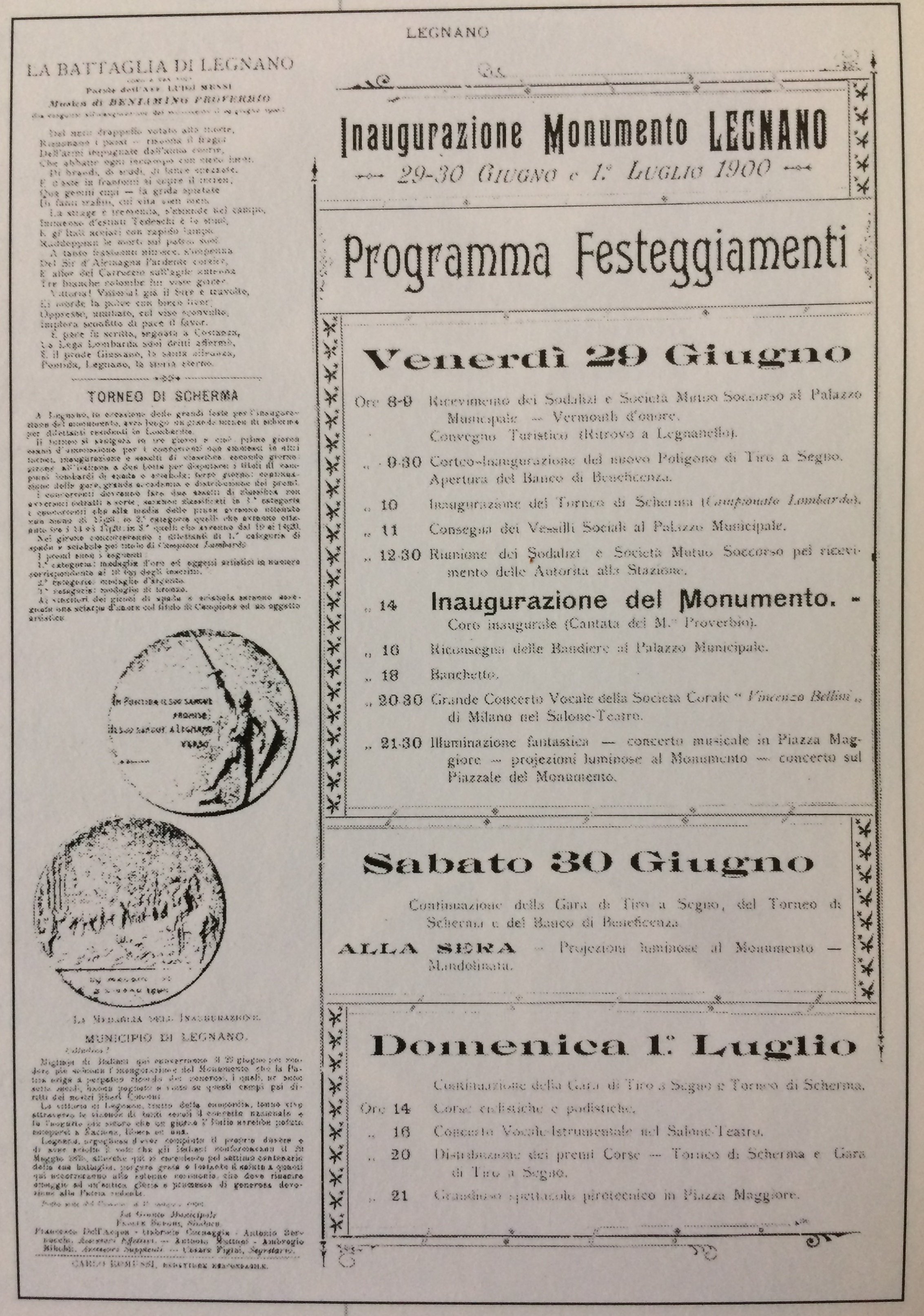
Manifesto dell'inaugurazione del secondo monumento al Guerriero di Legnano (29 giugno 1900)

Il 24 maggio 1876, in occasione del settecentesimo anniversario della battaglia, la Società Archeologica Milanese e il comune di Legnano, stimolati dal discorso di Garibaldi, inaugurarono a Legnano, in ricordo del celebre scontro medievale, una prima statua realizzata dallo scultore Egidio Pozzi.
Per reperire i fondi necessari, venne aperta una sottoscrizione nazionale che diede il risultato sperato, mentre per realizzare l'opera furono interpellati lo scultore Egidio Pozzi e l'architetto Achille Sfondrini (quest'ultimo per progettare il basamento).

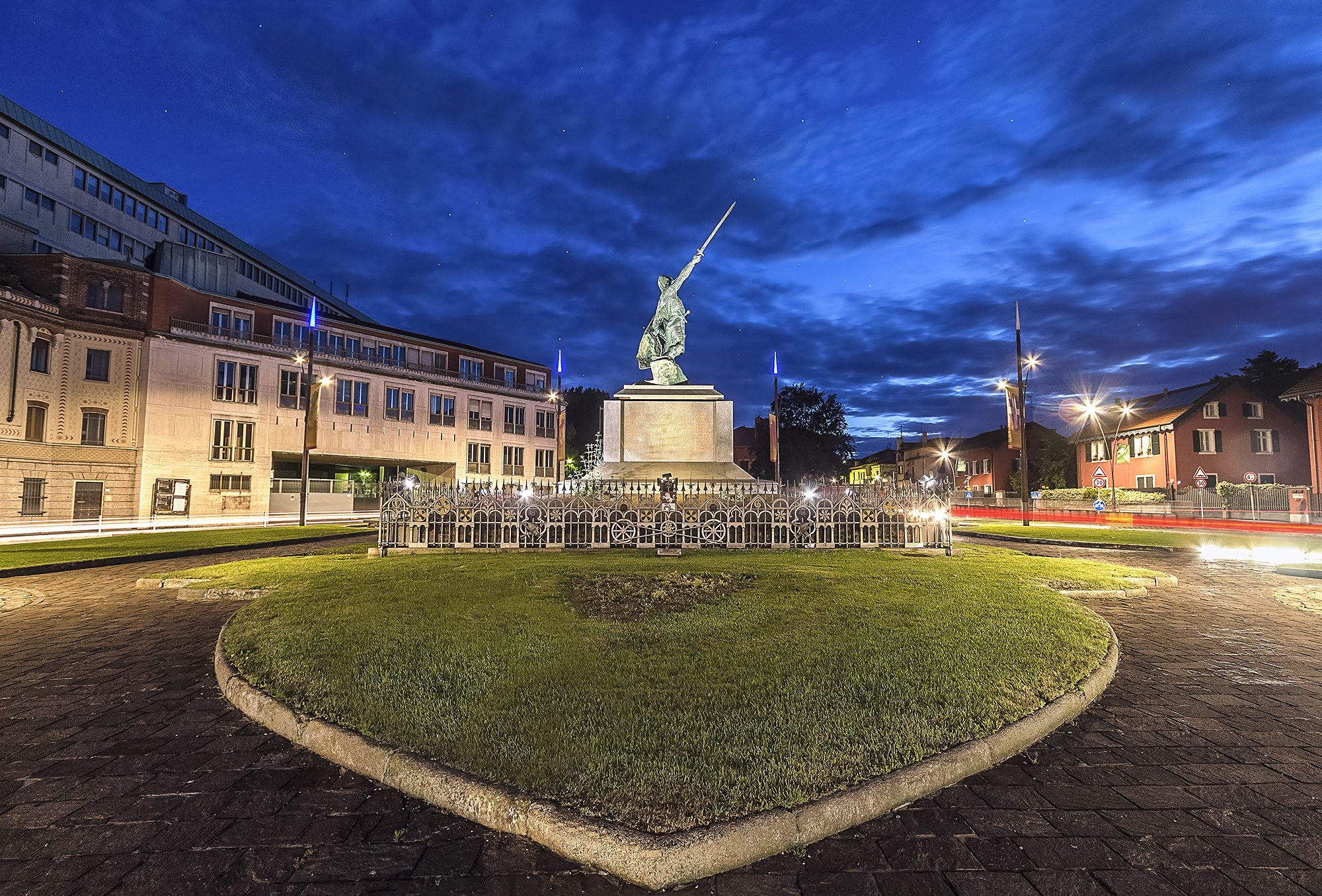
Piazza Monumento a Legnano

La genesi della scultura fu però difficile, dato che sorsero molti problemi, soprattutto collegati al desiderio dei milanesi di costruire il monumento nella propria città, volontà che fu poi disattesa. A causa del ritardo accumulato, per il 24 maggio 1876, giorno previsto per l'inaugurazione, venne realizzato solo il basamento. Per non far slittare ulteriormente la celebrazione, la statua venne realizzata in cartapesta e gesso, materiali che non consentirono alla scultura di resistere alle intemperie.
Il primo monumento al Guerriero di Legnano, alle prime precipitazioni atmosferiche, si sciolse e venne sostituito, nel 1900, da quella attuale, che è di Enrico Butti, all'epoca professore all'Accademia di belle arti di Brera. Butti, che venne incaricato nel 1895, mostrò per la prima volta al pubblico il modello dell'opera alla Triennale di Milano del 1897, dove ebbe un grande successo. Questo successo ebbe origine dall'impronta che fu data da Butti alla statua: sebbene di stile contenuto e morigerato, questo Guerriero di Legnano trasmetteva suggestioni che rimandavano all'eroismo dei fanti lombardi coinvolti nella battaglia.
La seconda statua dedicata al Guerriero di Legnano è stata inaugurata il 29 giugno 1900. I festeggiamenti, che durarono tre giorni, dal 29 giugno al 1º luglio, previdero diversi eventi collaterali, tra cui un ricevimento ufficiale, un convegno turistico, la cerimonia dell'inaugurazione del nuovo poligono di tiro, un banco di beneficenza, un torneo di scherma, gare ciclistiche e di corsa e fuochi d'artificio in piazza San Magno, all'epoca chiamata piazza Maggiore. Fu anche coniata una medaglia commemorativa e venne scritto un componimento musicale, melodia di Beniamino Proverbio e testo di Luigi Mensi, che richiamava la celebre battaglia.

## L'opera

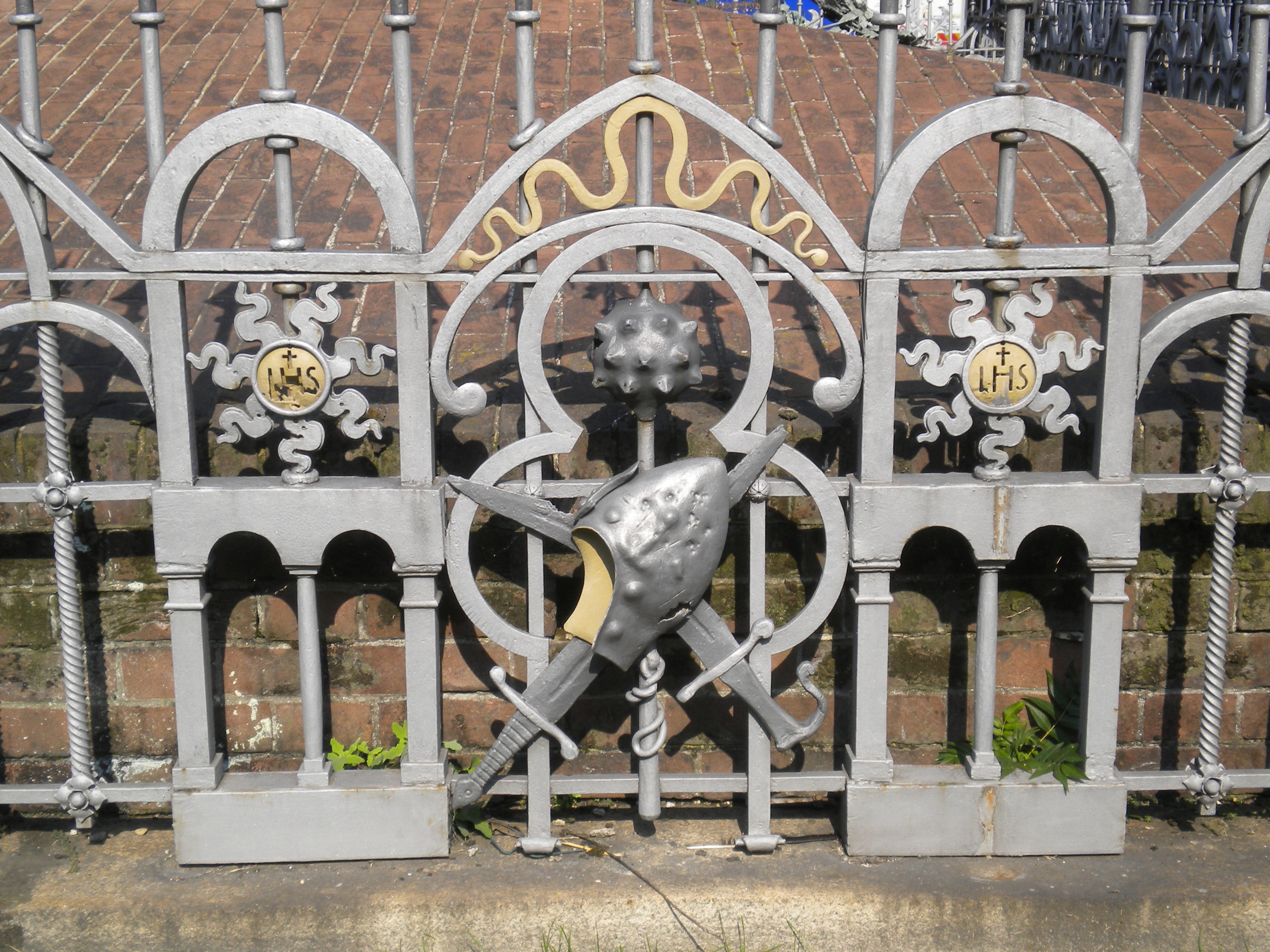
Particolare della cancellata che racchiude il monumento

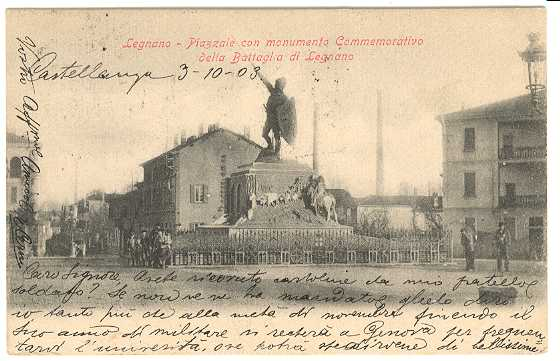
Il monumento nel 1903

Sorge in piazza Monumento, vicino alla stazione ferroviaria della città. La statua rappresenta un soldato in una posa poi diventata famosa, con lo scudo nella mano sinistra e la spada alzata nella destra in modo da simboleggiare il giubilo per la fine della battaglia di Legnano e per la sconfitta di Federico Barbarossa.
Il Guerriero è allungato verso l'alto, con questa proiezione verticale che è accentuata dalla forma complessiva dell'opera, che è triangolare allungata. Questo slancio è acuito da una linea ideale verticale passante dalla gamba sinistra, che punta rigidamente sul terreno, alla spada protesa verso l'alto. La forma complessiva della statua è poi completata da un'altra linea, questa volta obliqua, che congiunge lo scudo con la gamba destra; quest'ultima poggia - a differenza della gamba sinistra - leggermente piegata puntando su uno spuntone di roccia che emerge dal terreno.
Il soldato ha poi uno sguardo duro e combattivo che è rivolto verso la direzione indicata dalla spada. La statua comunica, a detta degli esperti, un messaggio sobrio senza pomposità o retorica.
Il basamento è di granito grigio. Sul lato frontale del basamento è rappresentata Porta Romana, da cui i milanesi uscirono con il Carroccio diretti a Legnano in attesa dello scontro con il Barbarossa. Sul lato sinistro è invece presente l'elenco delle città associate nella Lega Lombarda, mentre sulle altre due superfici sono raffigurate alcune fasi della battaglia di Legnano. Il monumento è poi cintato da una significativa cancellata in ferro battuto.
Al Museo Casa Natale di Michelangelo Buonarroti di Caprese Michelangelo, è conservato un modello del monumento.

## L'iconografia

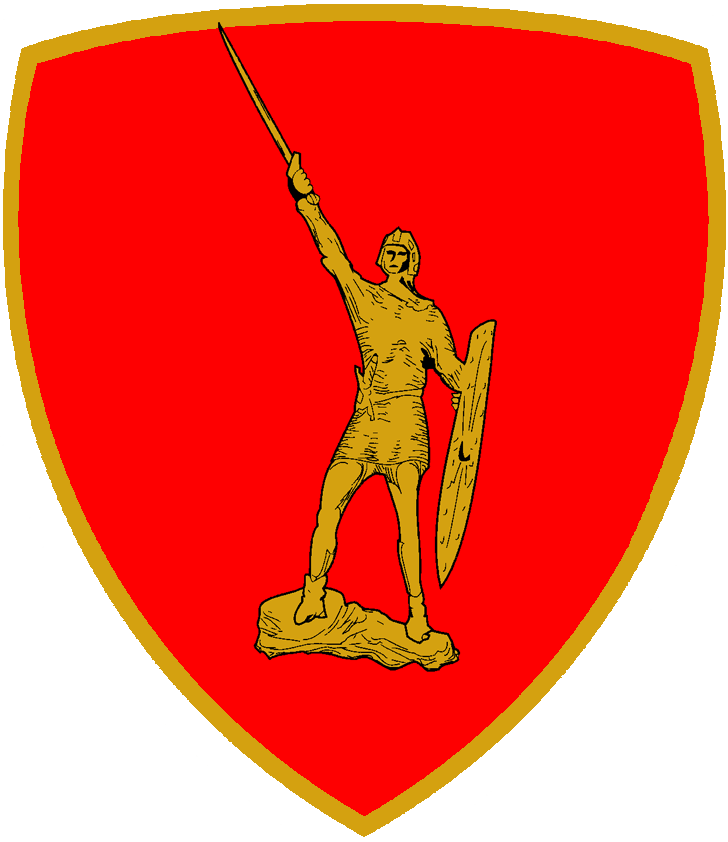
Stemma araldico della Brigata meccanizzata "Legnano"

L'iconografia del monumento è stata in seguito utilizzata come logo da:
- Unità militari:
  - Incrociatore Alberto di Giussano della Regia Marina (1931-1941)[14]
  - 58ª Divisione fanteria "Legnano" del Regio Esercito (1934-1943)[15]
  - Corpo Italiano di Liberazione del Regio Esercito (1944)
  - Gruppo di combattimento "Legnano" del Regio Esercito (1944-1945)
  - Divisione di Fanteria "Legnano" del Regio Esercito e successivamente dell'Esercito Italiano (1945-1975)
  - Brigata meccanizzata "Legnano" dell'Esercito Italiano (1975-1996)
  - Comando Unità Supporti "Legnano" dell'Esercito Italiano (1996-1997)
- Aziende:
  - Biciclette Legnano (1927-attuale)[16]
- Società sportive:
  - Associazione Calcio Legnano (1913-2012 e 2015-attuale)
  - Associazione Sportiva Dilettantistica Legnano 1913 Calcio (2013-2015)
  - Squadra ciclistica Legnano (1927-1966)[17]
- Partiti politici:
  - Movimento Autonomista Regionale Lombardo (1958-primi anni 60)[18]
  - Lega Lombarda (1982-1991), poi
  - Lega Nord (1991-1995), poi
  - Lega Nord - Italia Federale (1995-1997), poi
  - Lega Nord (1997-2017)
  - Lega (2017-attuale)